# Janine Bouissounouse
Janine Bouissounouse (de soltera Jeannine, París, 17 de julio de 1903-Provins, 13 de septiembre de 1978) fue una novelista, historiadora, periodista y crítica de cine francesa.

## Biografía
Jeannine Adèle Joséphine Bouissounouse nació en París (distrito 3) el 17 de julio de 1903. Era hija de Gaston Eugène Bouissounouse (1876-1915), arenero, y de Louise Adèle Pahin (1878-después de 1935, antes de 1946). Sus padres se divorciaron en 1912.
Estudió Historia e Historia del arte en La Sorbona y luego en la Escuela del Louvre. De mente inquisitiva y abierta a las vanguardias, conoció a Paul Éluard, Georges Politzer, Pierre Morhange, Henri Lefebvre, Henry de Montherlant y André Malraux. Cinéfila, colaboró con Alberto Cavalcanti y Sergei Eisenstein. Fue secretaria general de la revista mensual La Revue du cinéma.
En 1936 se casó con el teniente Louis de Villefosse en París (distrito 18). La pareja compartía ideales y compromisos comunistas. Vivió en París, en el número 14 de la calle Cassette, y murió en Provins el 13 de septiembre de 1978.

## Publicaciones
Estudios artísticos
- Jeux et travaux d'après un livre d'heures du XV siècle, única publicación hasta la fecha (agosto de 2019), del manuscrito epónimo del Maître d'Adélaïde de Savoie (1925, Librería Droz - 1977, Slatkine, reedición).

Obras históricas
- Isabelle la Catholique, comment se fit l'Espagne (1949, Hachette);
- La vie privée de Marie Stuart (1953, Hachette);
- Jeanne et ses juges (1955, Éditeurs français réunis);
- Julie de Lespinasse : ses amitiés, sa passion (1958, Hachette);
- Condorcet: le philosophe dans la Révolution (1962, Hachette );
- L'opposition à Napoléon (1969, Flammarion - con Louis de Villefosse).[7]

Novelas
- Le chemin mort (1938, Denoël) ;
- L'Étoile filante (1940, Gallimard);[8]
- Dix pour un, (1950, Éditeurs français réunis).

Ensayos políticos
- Maison occupée, diario (1946, Gallimard);[9]
- Printemps sur le Danube - La Hongrie que nous avons vue (1955, Les Éditions de Minuit - con Louis de Villefosse);
- La nuit d'Autun: le temps des illusions (1977, Calmann-Lévy).[10]